# Иван Димитров (андарт)
Вижте пояснителната страница за други личности с името Иван Димитров.
Иван Димитров (на гръцки: Ιωάννης Δημητρίου, Йоанис Димитриу) е гъркомански андартски капитан.

## Биография
Иван Димитров е роден във воденското село Бахово, тогава в Османската империя. В 1905 година оглавява гъркоманска чета от 10 баховчени, която действа в Мъглен, Нидже и Кожух срещу българските чети на ВМОРО и румънската пропаганда сред мъгленорумъните и арумъните в района. През 1906 година действа под ръководството на гръцкия офицер Емануил Скундрис, заедно с Христос Карапанос. През 1907 и 1908 година четата му се мести на изток в Лъгадинско. На 17 август 1908 година четата му е нападната от българска чета в Зарово, но успява да се изплъзне без загуби. След Младотурската революция се легализира.